# Lasovac
Lasovac je naselje u Republici Hrvatskoj, u sastavu općine Šandrovac, Bjelovarsko-bilogorska županija.

## Stanovništvo
Prema popisu stanovništva iz 2001. godine, naselje je imalo 608 stanovnika te 176 obiteljskih kućanstava.
| broj stanovnika | 528   | 625   | 711   | 975   | 1063  | 1161  | 1164  | 1004  | 889   | 849   | 825   | 784   | 729   | 612   | 608   | 561   | 441   |
|                 | 1857. | 1869. | 1880. | 1890. | 1900. | 1910. | 1921. | 1931. | 1948. | 1953. | 1961. | 1971. | 1981. | 1991. | 2001. | 2011. | 2021. |

## Poznate osobe
- Antun Tudić, glumac

## Spomenici i znamenitosti
- Kapela sv. Petra i Pavla u Lasovcu